# Yokohama F. Marinos
Maillots
Actualités
Le Yokohama F. Marinos (横浜Ｆ・マリノス) est un club de football japonais basé à Yokohama, dans la préfecture de Kanagawa. Il évolue en J. League.

## Historique

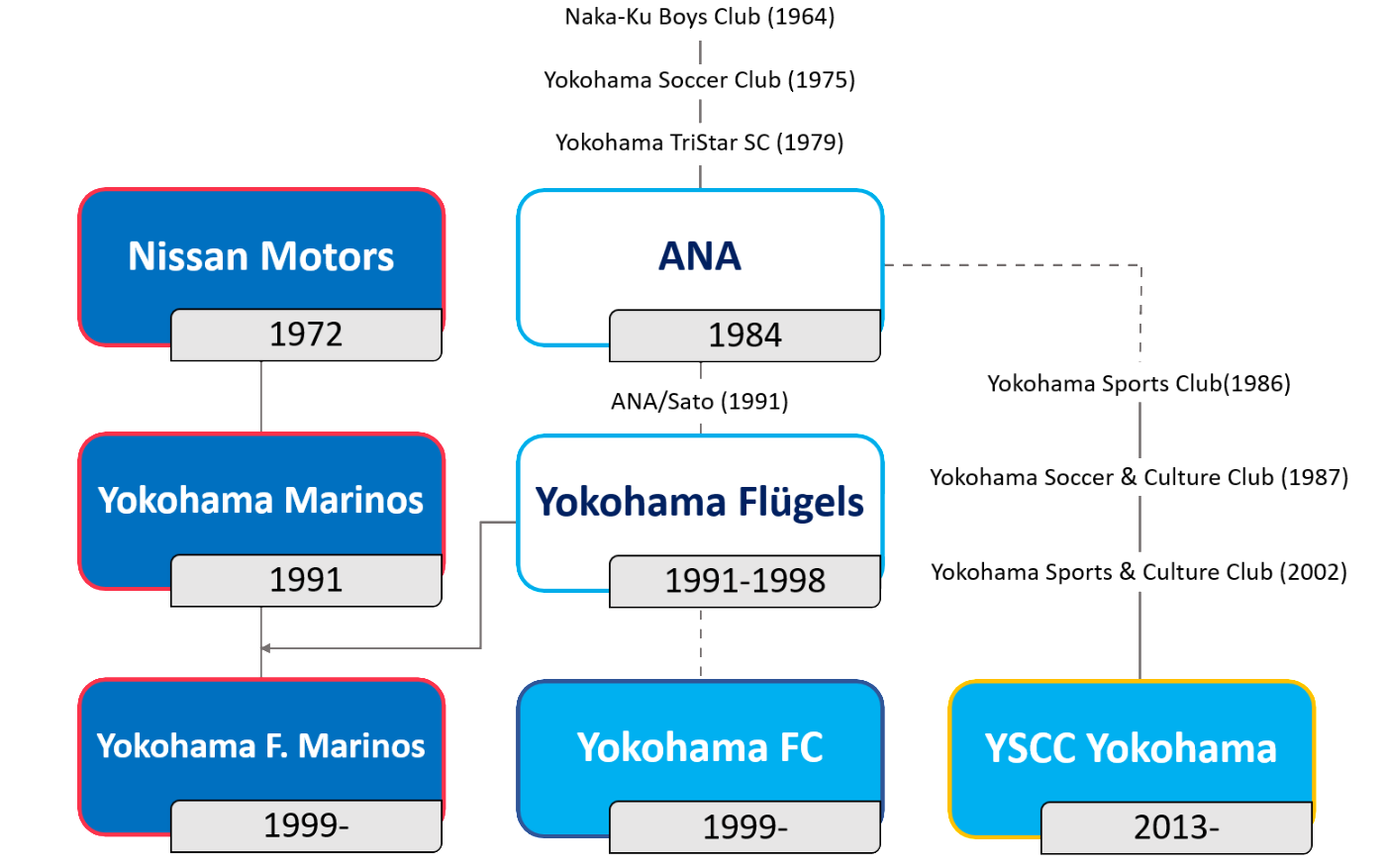
Graphique historique des clubs de Yokohama.

### Nissan Motors FC
Le club naît en 1972 sous le nom de Nissan Motors FC. Dès sa création le club se dote d'un centre de formation, alors que le football est encore amateur au Japon.
Le club est promu en première division japonaise en 1980. Il remporte plusieurs titres dans les années 1980 dont un triplé championnat-Coupe de la ligue-Coupe de l'Empereur en 1989 avec dans ses rangs Oscar, ancien capitaine de l'équipe du Brésil, et Shu Kamo comme entraineur. Sur le plan continental, le Nissan FC remporte également la Coupe d'Asie des vainqueurs de coupe à deux reprises, en 1992 face à Al Nasr Riyad, et 1993, face au Persepolis FC.

### Yokohama Marinos
En 1993, le club prend le nom de Yokohama Marinos. Il remporte en 1995 le titre de champion du Japon de la J-League créé peu de temps auparavant, alors que le club possède dans ses rangs le buteur argentin Ramon Diaz.

### Yokohama F·Marinos
En 1999, le club fusionne avec le Yokohama Flügels, son rival local, et devient le Yokohama F·Marinos.
L'ère Okada
L'arrivée de Takeshi Okada en 2003 va donner une nouvelle dimension au club. Avec ses joueurs stars Yuji Nakazawa, Daisuke Oku et Tatsuhiko Kubo, le club remporte les deux phases du championnat en 2003. Renforcée par le recrutement du Sud-Coréen Ahn Jung-Hwan, l'équipe conserve son titre la saison suivante, à l'issue d'une finale remportée face au Urawa Red Diamonds aux tirs au but (malgré un plus faible nombre de points remportés au cours de la saison régulière). En 2005, le club annonce ses ambitions en Ligue des champions de l'AFC mais retombe rapidement sur terre après l'élimination de l'équipe en phase de poule au profit des Chinois de Shandong Luneng Taishan. La déception est renforcée par une neuvième place au classement final du championnat. Okada démissionne finalement au cours de la saison suivante alors que le club ne décolle pas de la seconde partie du classement.
Les deux Kimuras
Le club va connaître une période difficile jusqu'à l'arrivée en 2008 de Kokichi Kimura au poste d’entraîneur, qui ramène le club dans la première partie du classement avec des jeunes issus de son centre de formation, plutôt que des joueurs vedettes.
Il est remplacé en 2010 par l'ancien joueur international des Marinos Kazushi Kimura. Dans le même temps, Shunsuke Nakamura rejoint le club après de longues années passées sur les terrains d'Europe. Mais la saison 2010 n'est pas aussi bonne qu'espéré puisque les Marinos terminent à la huitième place.
Saison 2011
Le club se renforce surtout défensivement avec les acquisitions de Naoaki Aoyama de Shimizu S-Pulse ou encore de Yuzo Kobayashi de Kashiwa Reysol. Le club termine cinquième du championnat à égalité de points avec le Vegalta Sendai mais avec une moins bonne différence de buts. Le club est partenaire de l'Olympique lyonnais [réf. nécessaire].
Saison 2012
Le club termine quatrième du championnat à égalité de points avec le Sagan Tosu mais avec une meilleure différence de buts.
Saison 2013
Le club termine deuxième du championnat derrière le Sanfrecce Hiroshima et se qualifie pour la Ligue des champions de l'AFC 2014. Le club remporte également une septièmeCoupe de l'Empereur.
Saison 2014
Le club termine à une décevante septième place en championnat et remplace l'entraîneur japonais Yasuhiro Higuchi par le Français Erick Mombaerts pour la saison suivante. En Coupe de l'Empereur, le Yokohama F·Marinos, pourtant tenant du titre, est éliminé par un club d'une division inférieure, le Giravanz Kitakyushu sur le score de 3-2. En Coupe de la Ligue japonaise, le club est éliminé en quarts de finale par le Kashiwa Reysol sur le score cumulé de 5-2.
Le 20 mai 2014, Manchester City via City Football Group annonce avoir investi dans une minorité des parts de Yokohama F. Marinos, créant un partenariat avec le constructeur automobile Nissan en même temps qu'avec le club japonais.
Saison 2015
Le club désormais entraîné par Erick Mombaerts termine à nouveau à la septième place du championnat. En Coupe de l'Empereur, le Yokohama F·Marinos est éliminé au quatrième tour par le Vissel Kobe sur le score de 1-0. En Coupe de la Ligue japonaise, le club ne passe pas la phase de groupes.
Saison 2019
Le 7 décembre, le club remporte le championnat du Japon avec 70 points.
Saison 2020
Le 8 février, le club participe à la Supercoupe en tant que vainqueur 2019 du championnat. Le match a lieu contre le Vissel Kobe au Stade Saitama 2002 à Saitama. Kobe remporte la Supercoupe au terme d'un match fou. Tandis que les deux premiers tirs au but de chaque équipe sont réussis, pas moins de neuf consécutifs sont ratés par les deux équipes, dont un par Thomas Vermaelen. C'est finalement Andrés Iniesta qui donne la première victoire à Kobe en Supercoupe au détriment des F. Marinos.
Saison 2022
Après une saison 2021 ou le club finit vice-champion, c'est en 2022 que le club gagne son cinquième titre après celui de 2019 à deux point de son rival et tenant du titre Kawasaki Frontale.

## Palmarès et statistiques

### Palmarès
| Compétitions nationales | Compétitions internationales                                                                                               |
| - Championnat du Japon (5) - Champion : 1995, 2003, 2004, 2019 et 2022 - Vice-champion : 2000, 2002, 2013, 2021 et 2023 - Coupe du Japon (7) - Vainqueur : 1983, 1985, 1988, 1989, 1991, 1992 et 2013 - Finaliste : 1990 et 2017 - Coupe de la Ligue (1) - Vainqueur : 2001 - Finaliste : 2018 - Supercoupe du Japon (1) - Vainqueur : 2023 - Finaliste : 1996, 2004, 2005, 2014 et 2020 | - Ligue des Champions (0) - Finaliste : 1990 et 2024 - Coupe d'Asie des vainqueurs de coupe (2) - Vainqueur : 1992 et 1993 |

## Joueurs et personnalités du club

### Entraîneurs
Le tableau suivant présente la liste des entraîneurs du club depuis 1972.
| Rang | Nom                 | Période   |
| ---- | ------------------- | --------- |
| 1    | Jiro Adachi         | 1972-1973 |
| 2    | Shū Kamo            | 1973-1984 |
| 3    | Tamotsu Suzuki      | 1985      |
| 4    | Shū Kamo            | 1985-1989 |
| 5    | José Oscar Bernardi | 1989-1991 |
| 6    | Hidehiko Shimizu    | 1991-1992 |
| 7    | Hidehiko Shimizu    | 1992-1994 |

| Rang | Nom                | Période   |
| ---- | ------------------ | --------- |
| 8    | Jorge Solari       | 1995      |
| 9    | Hiroshi Hayano     | 1995-1996 |
| 10   | Xabier Azkargorta  | 1997-1998 |
| 11   | Toño de la Cruz    | 1999      |
| 12   | Osvaldo Ardiles    | 2000-2001 |
| 13   | Yoshiaki Shimojo   | 2001      |
| 14   | Sebastião Lazaroni | 2001-2002 |

| Rang | Nom              | Période   |
| ---- | ---------------- | --------- |
| 15   | Yoshiaki Shimojo | 2002      |
| 16   | Takeshi Okada    | 2003-2006 |
| 17   | Takashi Mizunuma | 2006      |
| 18   | Hiroshi Hayano   | 2007      |
| 19   | Takashi Kuwahara | 2008      |
| 20   | Kokichi Kimura   | 2008-2009 |
| 21   | Kazushi Kimura   | 2010-2011 |

| Rang | Nom                        | Période              |
| ---- | -------------------------- | -------------------- |
| 22   | Yasuhiro Higuchi (en)      | 2012-2014            |
| 23   | Erick Mombaerts            | 2015-2017            |
| 24   | Ange Postecoglou           | 2018-juin 2021       |
| 25   | Hideki Matsunaga (intérim) | juin 2021-juil 2021  |
| 26   | Kevin Muscat               | juil 2021-2023       |
| 27   | Harry Kewell               | jan. 2024-juil. 2024 |
| 28   | John Hutchinson            | juil. 2024-          |

### Joueurs emblématiques
Japon
-  Akihiro Endo
-  Tetsuya Enomoto
-  Yasuhiro Hato
-  Masami Ihara
-  Shoji Jo
-  Yoshikatsu Kawaguchi
-  Kazushi Kimura
-  Tatsuhiko Kubo
-  Yuzo Kurihara
-  Naoki Matsuda
-  Shigetatsu Matsunaga
-  Takashi Mizunuma
-  Shunsuke Nakamura
-  Eisuke Nakanishi
-  Izumi Yokokawa
-  Yuji Nakazawa
-  Daisuke Oku
-  Norio Omura
-  Daisuke Sakata
-  Hayuma Tanaka
-  Yoshiharu Ueno
-  Kazuma Watanabe
-  Koji Yamase

AFC
-  Ahn Jung-Hwan
-  Kim Kun-Hoan
-  Shin Byung-Ho
-  Yoo Sang-Chul

CONMEBOL
-  Alberto Acosta
-  David Bisconti
-  Ramón Díaz
-  Néstor Gorosito
-  Ramón Medina Bello
-  Dutra
-  Julio César Baldivieso:
-  Gustavo Zapata

UEFA
-  Goran Jurić
-  Andoni Goikoetxea
-  Julio Salinas

### Statistiques individuelles
| Rang | Nom                  | Période(s)      | Apparitions | Buts |
| ---- | -------------------- | --------------- | ----------- | ---- |
| 1    | Yuji Nakazawa        | 2002–19         | 612         | 37   |
| 2    | Naoki Matsuda        | 1995–10         | 507         | 27   |
| 3    | Yoshiharu Ueno       | 1994–07         | 393         | 29   |
| 4    | Daisuke Sakata       | 2001–10         | 323         | 64   |
| 5    | Norio Omura          | 1993–01         | 311         | 36   |
| 6    | Akihiro Endo         | 1994–05         | 273         | 18   |
| 7    | Masami Ihara         | 1993–99         | 270         | 5    |
| 8    | Satoru Noda          | 1993–98         | 245         | 14   |
| 9    | Hayuma Tanaka        | 2000–02 2004–08 | 240         | 14   |
| 10   | Yoshikatsu Kawaguchi | 1994–01         | 238         | 0    |

| Rang | Nom                | Période(s)      | Buts | Apparitions | Ratio Buts/Matchs |
| ---- | ------------------ | --------------- | ---- | ----------- | ----------------- |
| 1    | Shunsuke Nakamura  | 1997–02 2010–16 | 82   | 412         | 0.199             |
| 2    | Shoji Jo           | 1997–01         | 69   | 129         | 0.534             |
| 3    | Daisuke Sakata     | 2001–10         | 64   | 323         | 0.198             |
| 4    | David Bisconti     | 1993–96         | 61   | 149         | 0.409             |
| 5    | Ramón Díaz         | 1993–95         | 59   | 90          | 0.655             |
| 6    | Ramón Medina Bello | 1994–95         | 47   | 66          | 0.712             |
| 7    | Koji Yamase        | 2005–10         | 44   | 199         | 0.221             |
| 8    | Hideo Ōshima       | 2005–08         | 41   | 155         | 0.265             |
| 9    | Julio Salinas      | 1997–98         | 40   | 57          | 0.702             |
| 10   | Tatsuhiko Kubo     | 2003–06         | 37   | 108         | 0.343             |

### Récompenses individuelles
J. League MVP:
Shunsuke Nakamura (2000, 2013), Yuji Nakazawa (2004)
J. League Top Scorer:
Ramón Díaz (1993)
J. League Rookie of the Year:
Yoshikatsu Kawaguchi (1995), Daisuke Nasu (2003), Kazuma Watanabe (2009)
J. League Manager of the Year:
Takeshi Okada (2003–04)
J. League awards Fair Play:
Daisuke Sakata (2007)
J. League Best XI 1993:
Shigetatsu Matsunaga, Masami Ihara,  Ramón Díaz
J. League Best XI 1994:
Masami Ihara
J. League Best XI 1995:
Masami Ihara, Masaharu Suzuki
J. League Best XI 1996:
Masami Ihara
J. League Best XI 1997:
Masami Ihara
J. League Best XI 1999:
Shunsuke Nakamura
J. League Best XI 2000:
Naoki Matsuda, Shunsuke Nakamura
J. League Best XI 2002:
Naoki Matsuda
J. League Best XI 2003:
Yuji Nakazawa, Daisuke Oku, Tatsuhiko Kubo, Dutra
J. League Best XI 2004:
Yuji Nakazawa, Daisuke Oku, Dutra
J. League Best XI 2005:
Yuji Nakazawa
J. League Best XI 2008:
Yuji Nakazawa
J. League Best XI 2013:
Yuji Nakazawa, Shunsuke Nakamura
MVP J. League Yamazaki Nabisco Cup:
Tatsuya Enomoto (2001)
New Hero J. League Yamazaki Nabisco Cup:
Manabu Saito (2013)
MVP Japan Soccer League:
Tetsuji Hashiratani (1988–89), Kazushi Kimura (1989–90)
Top Scorer Japan Soccer League:
Renato (1989–90), Renato (1990–91)
Leaders assists Japan Soccer League:
Kazushi Kimura (1984), Takashi Mizunuma (1986–87)
Best goalkeeper Japan Soccer League:
Shigetatsu Matsunaga (1988–89), Shigetatsu Matsunaga (1990–91)
Rookie of the Year Japan Soccer League:
Koichi Hashiratani (1983), Masami Ihara (1990–91)
Best XI Japan Soccer League 1983:
Takeshi Koshida, Nobutoshi Kaneda, Kazushi Kimura, Koichi Hashiratani
Best XI Japan Soccer League 1984:
Takashi Mizunuma, Kazushi Kimura, Koichi Hashiratani
Best XI Japan Soccer League 1985–86:
Kazushi Kimura
Best XI Japan Soccer League 1986–87:
Takashi Mizunuma
Best XI Japan Soccer League 1987–88:
José Oscar Bernardi, Toru Sano, Takashi Mizunuma
Best XI Japan Soccer League 1988–89:
Shigetatsu Matsunaga, José Oscar Bernardi, Toru Sano, Takashi Mizunuma, Kazushi Kimura, Kenta Hasegawa, Koichi Hashiratani
Best XI Japan Soccer League 1989–90:
Tetsuji Hashiratani, Shinji Tanaka, Kazushi Kimura,  Renato
Best XI Japan Soccer League 1990–91:
Shigetatsu Matsunaga, Tetsuji Hashiratani, Renato
Best XI Japan Soccer League 1991–92:
Shigetatsu Matsunaga, Tetsuji Hashiratani, Masami Ihara

## Bilan saison par saison
Ce tableau présente les résultats par saison de Yokohama F. Marinos dans les diverses compétitions nationales et internationales depuis la saison 1993.
| Saison | Championnat | Championnat | Championnat | Championnat | Championnat | Championnat | Championnat | Championnat | Championnat | Championnat | Coupe du Japon      | Coupe de la Ligue | Supercoupe | Coupes d'Asie       |
| Saison | Division    | Pos         | Pts         | J           | V           | N           | D           | BP          | BC          | Diff.       | Coupe du Japon      | Coupe de la Ligue | Supercoupe | Coupes d'Asie       |
| ------ | ----------- | ----------- | ----------- | ----------- | ----------- | ----------- | ----------- | ----------- | ----------- | ----------- | ------------------- | ----------------- | ---------- | ------------------- |
| 1993   | J1 League   | 4e          | 21          | 36          | 21          | -           | 51          | 60          | 48          | +12         | Quarts de finale    | Phase de groupe   | -          | -                   |
| 1994   | J1 League   | 6e          | 22          | 44          | 22          | -           | 22          | 73          | 61          | +12         | Demi-finales        | Demi-finales      | -          | -                   |
| 1995   | J1 League   | 1er         | 98          | 52          | 32          | -           | 20          | 86          | 75          | +11         | 2e tour             | -                 | -          | -                   |
| 1996   | J1 League   | 8e          | 42          | 30          | 14          | -           | 16          | 39          | 40          | -1          | 3e tour             | Phase de groupe   | Finaliste  | -                   |
| 1997   | J1 League   | 3e          | 60          | 32          | 23          | -           | 9           | 73          | 53          | +20         | 4e tour             | Phase de groupe   | -          | -                   |
| 1998   | J1 League   | 4e          | 64          | 34          | 22          | -           | 12          | 79          | 48          | +31         | 3e tour             | Phase de groupe   | -          | -                   |
| 1999   | J1 League   | 3e          | 53          | 30          | 18          | 3           | 9           | 61          | 35          | +26         | Quarts de finale    | Quarts de finale  | -          | -                   |
| 2000   | J1 League   | 4e          | 54          | 30          | 18          | 1           | 11          | 56          | 45          | +11         | Quarts de finale    | Quarts de finale  | -          | -                   |
| 2001   | J1 League   | 13e         | 30          | 30          | 9           | 5           | 16          | 32          | 44          | -12         | 3e tour             | Vainqueur         | -          | -                   |
| 2002   | J1 League   | 2e          | 55          | 30          | 19          | 4           | 7           | 44          | 27          | +17         | 4e tour             | Phase de groupe   | -          | -                   |
| 2003   | J1 League   | 1er         | 58          | 30          | 17          | 7           | 6           | 56          | 33          | +23         | Quarts de finale    | Quarts de finale  | -          | -                   |
| 2004   | J1 League   | 2e          | 59          | 30          | 17          | 8           | 5           | 47          | 30          | +17         | 5e tour             | Quarts de finale  | Finaliste  | Phase de groupe     |
| 2005   | J1 League   | 9e          | 48          | 34          | 12          | 12          | 10          | 41          | 40          | +1          | 5e tour             | Demi-finales      | Finaliste  | Phase de groupe     |
| 2006   | J1 League   | 9e          | 45          | 34          | 13          | 6           | 15          | 49          | 43          | +6          | Quarts de finale    | Demi-finales      | -          | -                   |
| 2007   | J1 League   | 7e          | 50          | 34          | 14          | 8           | 12          | 54          | 35          | +19         | 5e tour             | Demi-finales      | -          | -                   |
| 2008   | J1 League   | 9e          | 48          | 34          | 13          | 9           | 12          | 43          | 32          | +11         | Demi-finales        | Quarts de finale  | -          | -                   |
| 2009   | J1 League   | 10e         | 46          | 34          | 11          | 13          | 10          | 43          | 37          | +6          | 4e tour             | Demi-finales      | -          | -                   |
| 2010   | J1 League   | 8e          | 51          | 34          | 15          | 6           | 13          | 43          | 39          | +4          | 4e tour             | Phase de groupe   | -          | -                   |
| 2011   | J1 League   | 5e          | 56          | 34          | 16          | 8           | 10          | 46          | 40          | +6          | Demi-finales        | Quarts de finale  | -          | -                   |
| 2012   | J1 League   | 4e          | 53          | 34          | 13          | 14          | 7           | 44          | 33          | +11         | Demi-finales        | Phase de groupe   | -          | -                   |
| 2013   | J1 League   | 2e          | 62          | 34          | 18          | 8           | 8           | 49          | 31          | +18         | Vainqueur           | Demi-finales      | -          | -                   |
| 2014   | J1 League   | 7e          | 51          | 34          | 14          | 9           | 11          | 37          | 29          | +8          | 3e tour             | Quarts de finale  | Finaliste  | Phase de groupe     |
| 2015   | J1 League   | 7e          | 55          | 34          | 15          | 10          | 9           | 45          | 32          | +13         | 4e tour             | Phase de groupe   | -          | -                   |
| 2016   | J1 League   | 10e         | 51          | 34          | 13          | 12          | 9           | 53          | 38          | +15         | Demi-finales        | Demi-finales      | -          | -                   |
| 2017   | J1 League   | 5e          | 59          | 34          | 17          | 8           | 9           | 45          | 36          | +9          | Finaliste           | Phase de groupe   | -          | -                   |
| 2018   | J1 League   | 12e         | 41          | 34          | 12          | 5           | 17          | 56          | 56          | 0           | 4e tour             | Finaliste         | -          | -                   |
| 2019   | J1 League   | 1er         | 70          | 34          | 22          | 4           | 8           | 68          | 38          | +30         | Huitièmes de finale | Phase de groupe   | -          | -                   |
| 2020   | J1 League   | 9e          | 47          | 34          | 14          | 5           | 15          | 69          | 59          | +10         | -                   | Demi-finales      | Finaliste  | Huitièmes de finale |
| 2021   | J1 League   | 2e          | 79          | 38          | 24          | 7           | 7           | 82          | 35          | +47         | 2e tour             | Tour préliminaire | -          | -                   |
| 2022   | J1 League   | 1er         | 68          | 34          | 20          | 8           | 6           | 70          | 35          | +35         | 3e tour             | Quarts de finale  | -          | Huitièmes de finale |
| 2023   | J1 League   | 2e          | 64          | 34          | 19          | 7           | 8           | 63          | 40          | +23         | 3e tour             | Demi-finales      | Vainqueur  | Finaliste           |
| 2024   | J1 League   | 9e          | 52          | 38          | 15          | 7           | 16          | 61          | 62          | -1          | Demi-finales        | Demi-finales      | -          | Quarts de finale    |
| Saison | Division    | Pos         | Pts         | J           | V           | N           | D           | BP          | BC          | Diff.       | Coupe du Japon      | Coupe de la Ligue | Supercoupe | Coupes d'Asie       |
| Saison | Championnat |             |             |             |             |             |             |             |             |             | Coupe du Japon      | Coupe de la Ligue | Supercoupe | Coupes d'Asie       |

## Infrastructures et aspects économiques

### Infrastructures
Le club évolue dans deux stades différents, le Nissan Stadium de 72 327 places, qui accueillit la finale de la Coupe du monde en 2002 et le Mitsuzawa Stadium (en) de 15 454 places qui possède une ambiance plus familiale.

Le club s'entraîne depuis 2007 au Marinos Town, un centre d'entraînement qui possède un club house et plusieurs terrains.

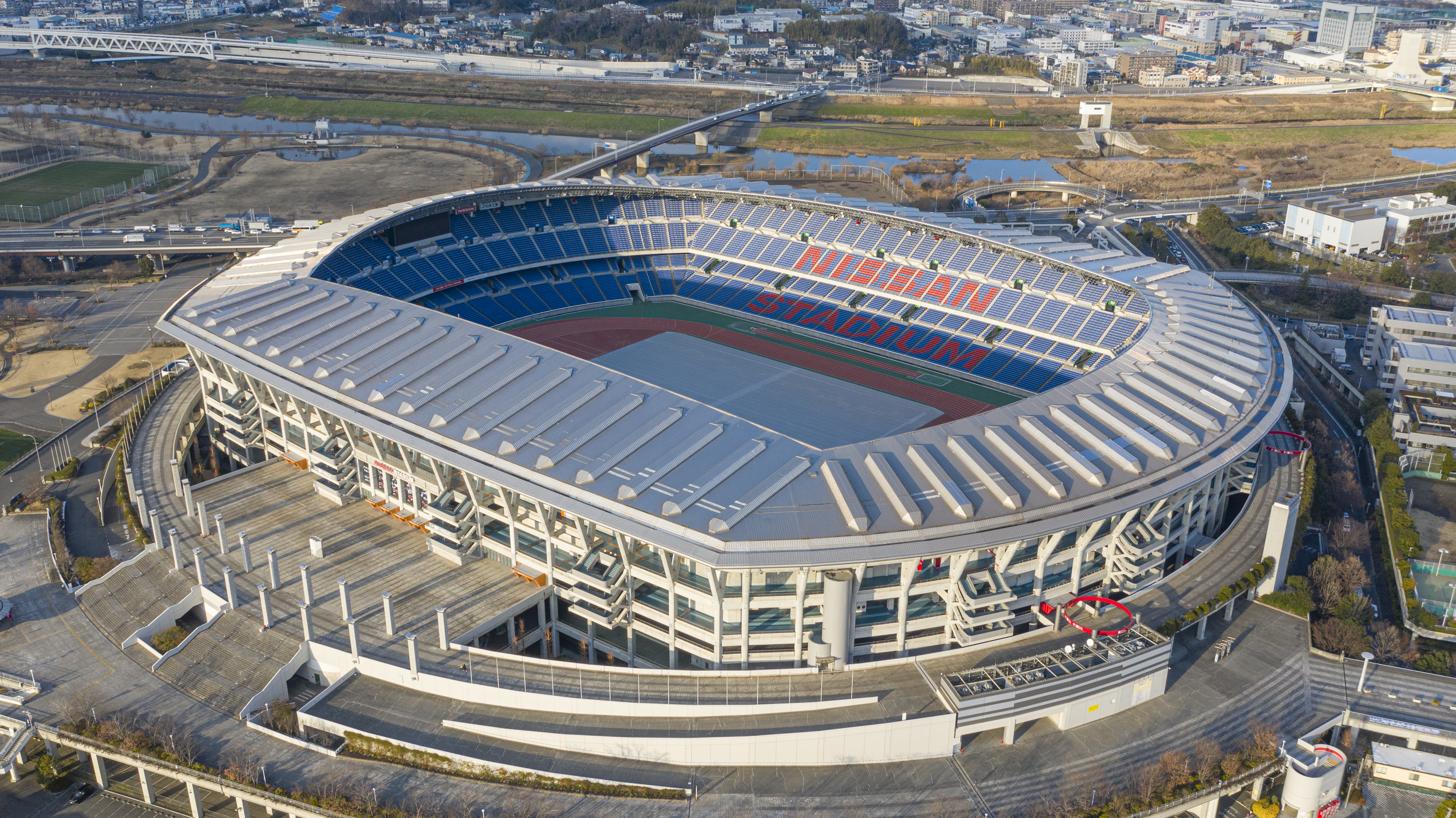
Nissan Stadium, stade principal du club
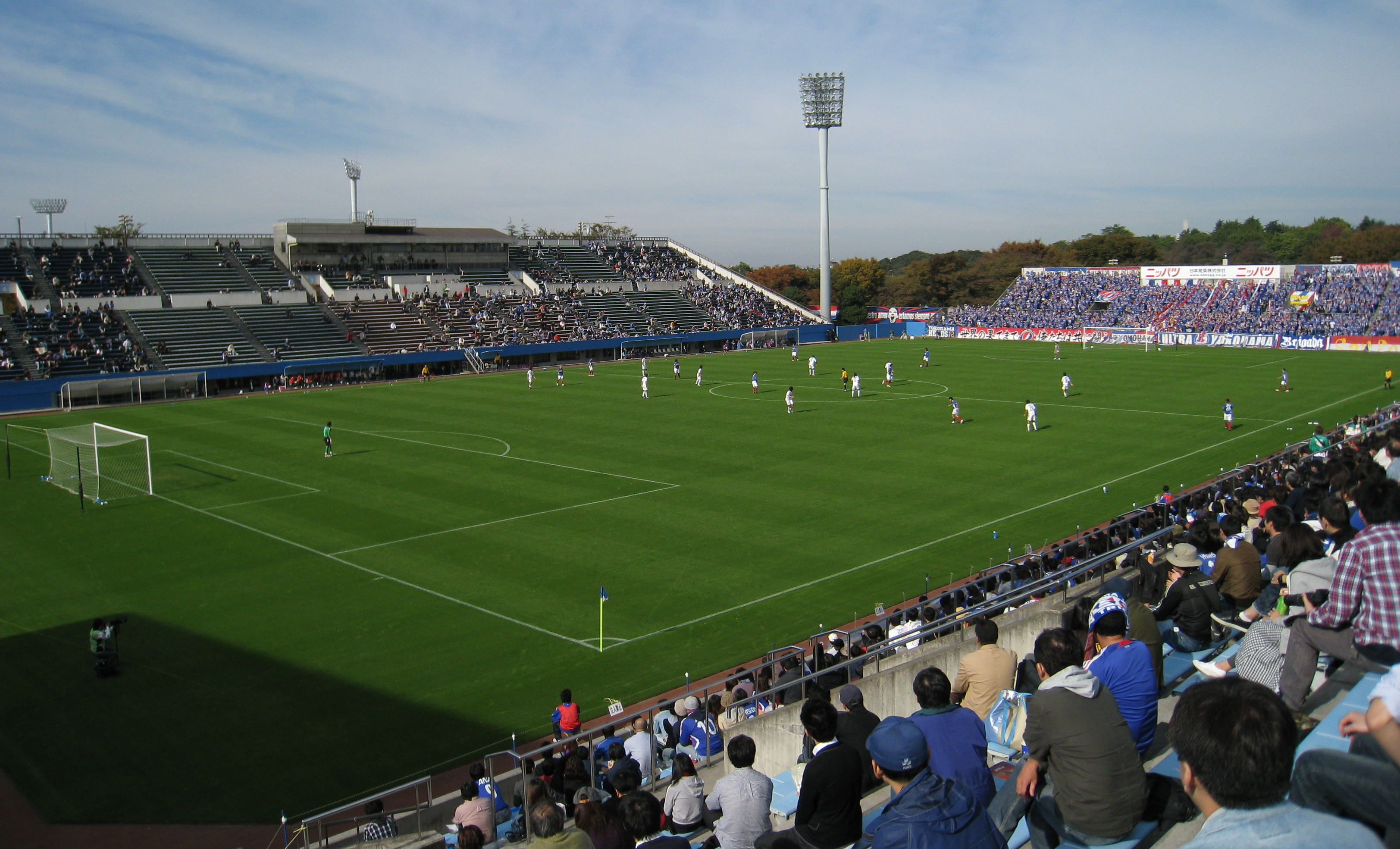
Mitsuzawa Stadium, autre stade du club
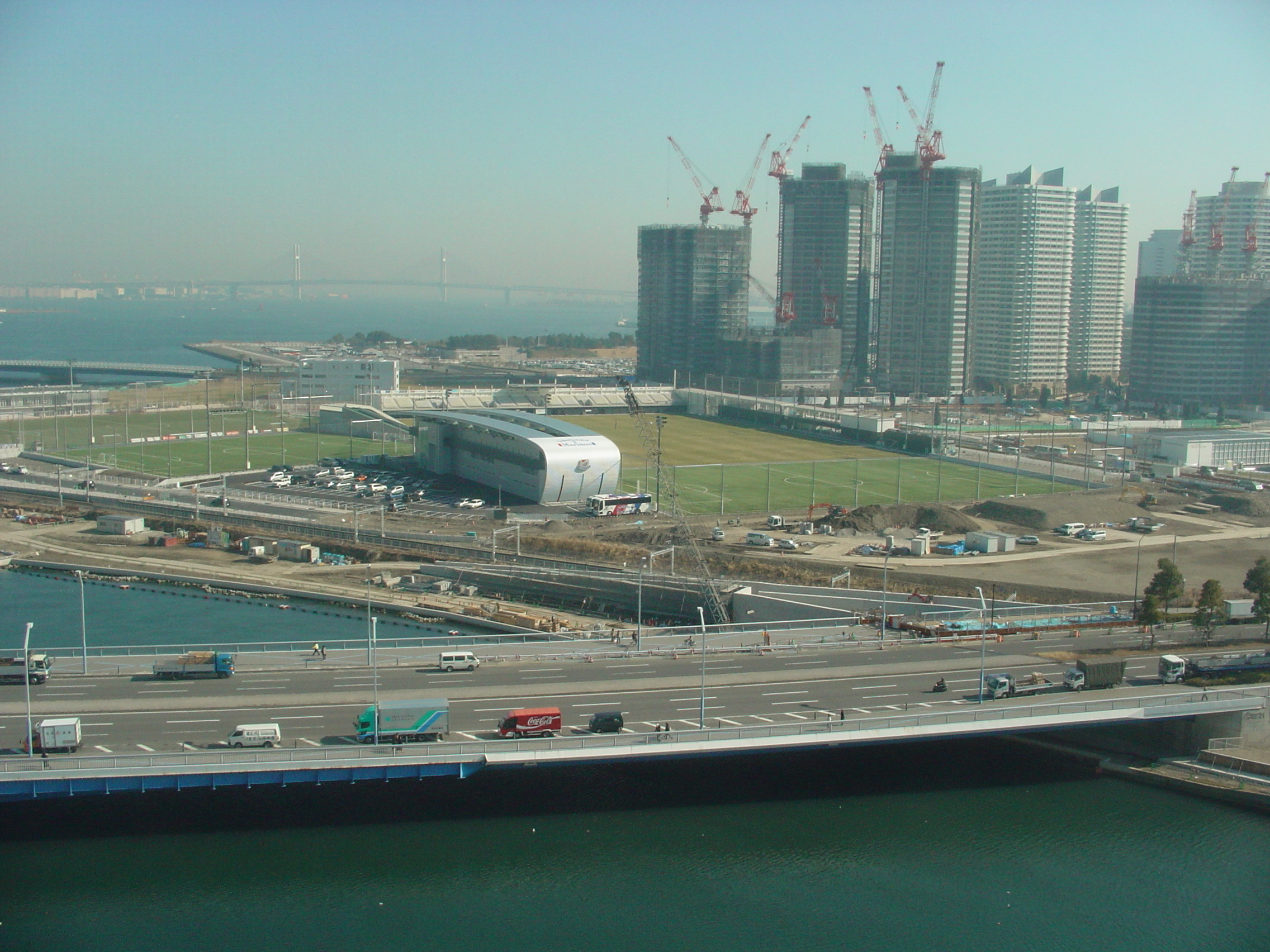
Marinos Town, le centre d'entraînement du club

### Équipementiers et sponsors
La marque automobile japonaise Nissan, dont le siège social est à Yokohama et qui est propriétaire du club, apparaît sur les maillots depuis ses débuts professionnels.
| Période      | Équipementier(s)                                  | Sponsor principal | Sponsor secondaire                |
| ------------ | ------------------------------------------------- | ----------------- | --------------------------------- |
| 1992–1996    | Mizuno (J-League) et Adidas (Coupe de l'Empereur) | Nissan            | Kodak                             |
| 1997–2007    | Adidas                                            | Nissan            | ANA                               |
| 2008–2011    | Nike                                              | Nissan            | ANA                               |
| 2012–ce jour | Adidas                                            | Nissan            | SANEI ARCHITECTURE / MUGEN ESTATE |

## Slogans
| Année     | Slogan                           |
| --------- | -------------------------------- |
| 2009      | Enjoy・Growing・Victory          |
| 2010      | ACTIVE                           |
| 2011      | 進化する心・技・体 ACTIVE 2011   |
| 2012      | All for Win                      |
| 2013      | All for Win -Realize             |
| 2014      | All For Win -Fight it out!       |
| 2015-2017 | Integral Goal - All for Win      |
| 2018      | Brave and Challenging ~勇猛果敢~ |
| 2019      | URBAN ELEGANCE TRICOLORE         |